# Amt Creuzburg
Amt Creuzburg – miasto w Niemczech, w kraju związkowym Turyngia, w powiecie Wartburg, siedziba administracyjna wspólnoty administracyjnej Hainich-Werratal. Powstało 31 grudnia 2019 z połączenia miasta Creuzburg z gminami Ebenshausen oraz Mihla. Te dwie gminy z miastem stały się jego dzielnicami.
1 stycznia 2024 do miasta przyłączono gminę Frankenroda, która stała się jego dzielnicą (Ortsteil).